# Francisco Caporale
Francisco Caporale, auch Francis Caporale (* um 1700 in Neapel (?); † 15. April 1746 in London) war ein italienischer Violoncellist und Komponist.

## Leben
Über das Leben Caporales ist nur wenig bekannt. Historisch überliefert ist er durch seinen Aufenthalt in England. Unklar ist z. B., wann und wo er geboren wurde. Die Heimstatt von mehreren seiner Kinder in Neapel legt allerdings die Vermutung nahe, dass dies seine Heimatstadt ist. Selbst sein Vorname ist unklar. Belegbar ist heute nur der Vorname Francisco bzw. Francis. Sein Testament (“Will of Francis Caporale”) existiert: Er setzte es am 6. September 1745 auf und es wurde am 16. April 1746 in das Testamenten-Register übertragen.

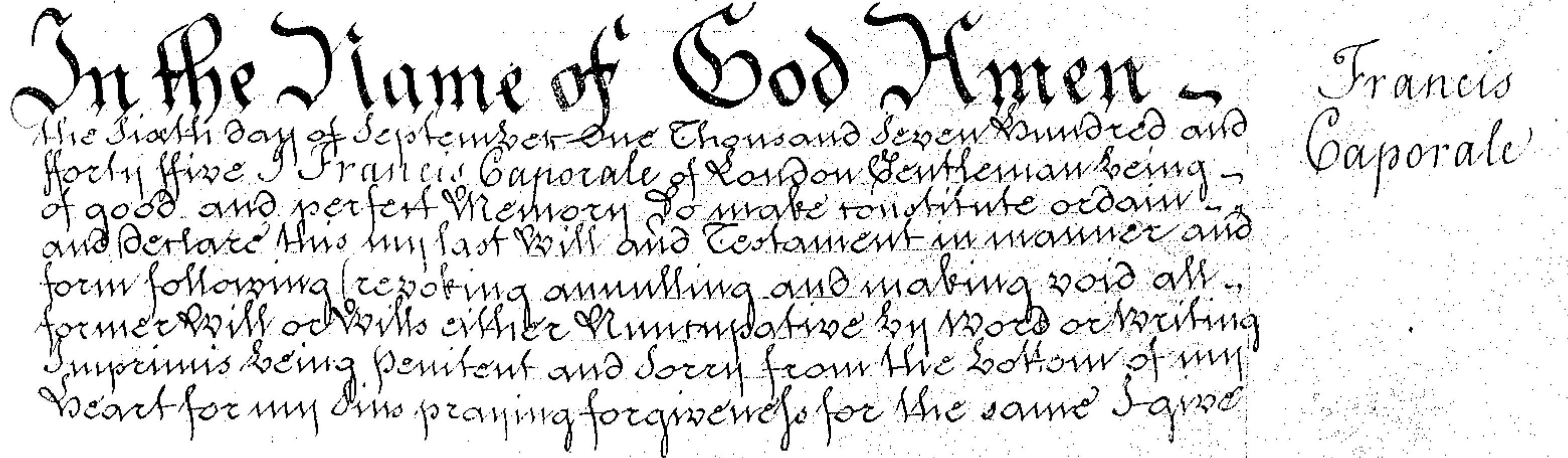
Beginn des Testamentes von Caporale, 16. April 1746. National Archives, London

Auch steht seine Unterschrift mit vollem Namen an 58. Stelle der Gründungsurkunde des “Fund for the support of Decay’d musicians”, der späteren Royal Society of Musicians of Great Britain, den 228 Musiker (unter ihnen auch Händel) im November 1739 unterschrieben.
Der Vorname „Andrea“, in allen einschlägigen Lexika nach 1868 zu finden, ist vorläufig nicht mehr belegbar. Noch in Eduard Bernsdorfs Neuem Universal-Lexikon der Tonkunst von 1856 (Bd. 1, S. 502), wie auch in der Literatur davor, ist er ohne einen Vornamen aufgeführt. „André“ taucht erstmals in der zweiten Auflage der Biographie universelle des musiciens et bibliographie générale de la musique  von François-Joseph Fétis im Jahre 1868 auf, vier Jahre später (als „Andrea“) in Hermann Mendels Musikalischem Conversations-Lexikon (S. 311), elf Jahre später steht er auch in der Erstausgabe des A dictionary of music and musicians (Vol. 1, S. 306) von Sir George Grove. Wie damals üblich, gab Fétis auch nicht die Quelle seiner Kenntnis des Vornamens an. Seitdem wurde er von dort ohne weitere Prüfung in alle Bücher übernommen.
Der englische Musikhistoriker Charles Burney (1726–1814), der Caporale als Jugendlicher des Öfteren hörte, erwähnt seinen Namen an mehreren Stellen im 4. Band seiner Allgemeinen Musikgeschichte (General History of Music, Vol. IV, 1789), jedoch niemals den Vornamen.
Über Caporales Ankunft in England gibt es widersprüchliche Angaben: Die meisten Lexika (MGG, Grove, Gerber, Fétis, Eitner), geben 1735 an, während Burney das „feine Solo“ in Arianna in Creta (Uraufführung am 26. Januar 1734) für Caporale erwähnt, welches geeignet sei, seine Fähigkeiten zu zeigen. Er muss also schon im Jahre 1733 in London eingetroffen sein, denn Händel hatte die Komposition der Oper schon am 5. Oktober 1733 abgeschlossen. Im gleichen Buch auf Seite 657 berichtet Burney jedoch, dass Caporale 1735 London erreichte. Die Vermutung liegt nahe, dass die Autoren nach Burney diese Angabe einfach ungeprüft übernahmen und sie so Einzug in die Lexika und Musikgeschichtsbücher hielt.
In London war er für ungefähr zwölf Jahre Solocellist in Georg Friedrich Händels Orchester. Erstmals namentlich in einer Partitur Händels erwähnt ist Caporale in dem am 19. Februar 1736 uraufgeführten Alexander’s Feast bei der Arie Softly sweet in Lydians measures (Nr. 11). (Autograph, f.34)
Caporale spielte in dieser Zeit vermutlich ein Violoncello mit fünf Saiten (C,G,d,a,e oder d) und wurde in London allgemein wegen seines vollen, süßen Tones bewundert – so auch von Händel, der in nahezu allen größeren Werken dieses Zeitraumes auffallend häufig und hoch liegende Soli für Violoncello schrieb: Arien, in denen das Violoncello einen eigenen obligaten Part mit separater Generalbassstimme hat, kommen bei ihm überhaupt nur zweimal in Rom 1707, einmal in seiner Oper Radamisto (London 1720) und dann erst wieder in der Zeit ab 1733 vor. Zuerst war es hier Gentle airs, melodious strains (Nr. 11) in Athalia am 10. Juni 1733, und es ist sehr wahrscheinlich, dass diese Arie auch schon für Caporale gedacht war.
Bislang gibt es für die Fünfsaitigkeit seines Violoncellos keinen Beweis. Doch Caporales Sonaten und die Händel’schen Soli passen alle für ein solches Instrument auf ideale Weise, werden so resonant, dass es kaum vorstellbar ist, dass sie anders gespielt wurden.
Überhaupt liegt der Verdacht nahe, dass viele neapolitanische Cellisten auch ein solches Instrument, wenn auch nicht ausschließlich, verwendet haben: Einiges der Literatur von Leonardo Leo, Francesco Scipriani und Pasqualino de Marzis geht besser mit fünf Saiten. Es gibt auch eine Zeichnung von Giacomo Cervetto (um 1750 als „Nosey“), auch ein in London tätiger italienischer Cellist, ein fünfsaitiges Cello spielend.
Letztlich ist der auf der anonymen englischen Federzeichnung Handel directing an oratorio (Mansell Collection, British Museum, London) aus den 1740er Jahren abgebildete stehende Spieler eines Violoncellos mit fünf Saiten mit hoher Wahrscheinlichkeit Caporale.

Ist dieser Violoncellist in Händels Orchester Caporale? – Ausschnitt aus Handel directing an oratorio, ca. 1740, British Museum, London

Es fällt auf, dass Händel diese Violoncello-Solostimmen weniger virtuos, dafür aber mehr gesanglich, larmoyant oder süß gesetzt hat und somit die Stärken und Schwächen seines 1. Cellisten wohl klar im Auge hatte. Als Beispiel einer solchen Arie wird in der Literatur oft die Arie Due bell’alme innamorate (Nr. 5) aus seiner letzten Oper Deidamia genannt, die Händel mit „Violonc. soli, e Cemb. e Liuto.“ instrumentierte, dem Cello aber nur ein Solo von acht Takten zubilligt. Man weiß, dass Caporale dieses spielte, denn in derselben Partitur schreibt Händel für die Arie Come all’urto aggressor (Nr. 31) innerhalb des Orchestersatzes ein System für eine Mittelstimme, die von “Bassons[,] Viole[,] Sgr Caporale violoncell” gespielt wurde. (Diese ist allerdings recht virtuos.)
Repräsentativer sind da freilich die anderen Soli im Händel’schen Orchester aus der Zeit 1733–1746, die auch deutlich den größeren Tonumfang des fünfsaitigen Instrumentes nutzen.
Nach Ernst Ludwig Gerber hatten Caporales technische Fertigkeiten auf dem Cello jedoch nicht den besten Ruf und „seine Talente glänzten […] nur so lange, bis sie 1749 durch die ungleich größeren Fertigkeiten des Pasqualini [Pasqualino de Marzis] und des älteren Cervetto verdunkelt wurden.“ (Die Jahreszahl scheint aber zu spät gewählt: Caporale war schon seit drei Jahren tot, Pasqualini seit zwei Jahren, Cervetto lebte schon lange zuvor in London.) Und Burney sagte von Caporale, dass man ihm, obwohl weder ein großer Musiker noch ausgestattet mit einer kräftigen Hand, einzig wegen seines vollen, süßen und wohlklingenden Tones zugehört hat.
Mehrfach in den Jahren 1741 bis 1745 erscheinen in der Londoner Daily Post and General Advertiser Anzeigen, welche die Aufführung einer Komposition Caporales für sein Instrument ankündigen. Es ist sowohl von einem „Solo on the Violoncello“ als auch von einem „Concerto upon the Violoncello“ die Rede. Ob es sich jeweils um ein und dasselbe Stück oder um verschiedene Kompositionen handelt, bleibt vorerst im Dunkeln.
Johann Ernst Galliard, der mit einem eigenen Satz von sechs Sonaten in Johnson‘s Londoner Druck von 12 Cellosonaten (6 von Caporale, 6 von Galliard) vertreten ist, beklagt 1746 in seinem dem Prince of Wales gewidmeten Vorwort den Verlust seines Kollegen: “The work which I now humbly offer to your Royal Highness’s acceptance, will suffer by the loss of Sigr Caporale, who was engaged with me in the design, and whose Excellent performance wou’d have made it the more Entertaining”. („… dessen ausgezeichnetes Spiel die Aufführung weit unterhaltender gestaltet hätte.“)
In der Ausgabe der Daily Post and General Advertiser vom 21. April 1746 wird gemeldet: “As the late Signor Caporali, who died on Tuesday last …” Der Dienstag zuvor war der 15. April des Julianischen Kalenders.
Von September 1754 bis Juni 1755 hielt sich ein Signor Caporale in Dublin auf. Laut Faulkner’s Dublin Journal vom 3. Februar 1757 wirkte jedoch auch ein Caporale an einem Konzert in Dublin mit. Es ist nicht unwahrscheinlich, dass es sich dabei um Caporales Sohn Nichola handelt, der die Instrumente des Vaters geerbt hatte und also vermutlich selbst Cello spielte.

## Charles Burney über Caporale
- “Scalzi had, however, after these a very plaintive and pleasing air: ‘Son qual stanco Pellegrino’, with a fine solo part for the violoncello, intended to display the abilities of Caporale, just come over.”[13] („Scalzi hatte nach dieser eine sehr klagende und liebliche Arie: ‘Son qual stanco Pellegrino’, mit einem schönen Solopart für das Violoncello, in welchem Caporale seine Fähigkeiten zeigen konnte.“)
- “‘Come all’ urto’, is an admirable composition, with a fine solo part, originally designed for Caporales’s violoncello.”[14] („‘Come all’ urto’ ist eine bewundernswerte Komposition, speziell für Caporales Violoncello konzipiert.“)
- “In 1735, CAPORALE, the celebrated performer on the violoncello, arrived in England; and thoug no deep musician, nor gifted with a very powerful hand, he was always heard with great partiality, from the almost single merit, of a full, sweet, and vocal tone.”[15] („1735 kam Caporale, der gefeierte Violoncello-Spieler, in England an; und obwohl weder ein großer Musiker noch ausgestattet mit einer kräftigen Hand – man hat ihm mit besonderer Vorliebe einzig wegen seines vollen, süßen und wohlklingenden Tones zugehört.“)
- “And in 1741, he bestowed on the same charity the performance if his serenata calles ‘Parnasso in Festa’; in which were introduced concertos and solos,…, and on the violoncello by Caporale.”[16] („Und 1741 gab er [Händel] ein Wohltätigkeitskonzert mit der Aufführung seiner Serenata ‘Parnasso in Festa’, in welche er Concerti und Soli einfügte, … auch eines für das Violoncello, geschrieben von Caporale.“)
- “Festing, Collet, and Brown were our principal performers at this time on the violin, among the natives; and Veracini, Carbonelli, and Pasquali, among the Italians. Caporale, Pasqualino, and Cervetto, violoncellos.”[17] („Festing, Collet und Brown waren unsere führenden Geiger in dieser Zeit [1744] von den Einheimischen; Veracini, Carbonelli und Pasquali von den Italienern. Caporale, Pasqualino und Cervetto bei den Violoncellisten.“)
- “CAPORALE the favourite violoncello player of these times was of the band,… PASQUALINO and the elder CERVETTO, the rivals of Caporale at this time, had infinitely more hand, and knowledge of the finger-board, as well as of Music in general; but the tone of both was raw, crude, and uninteresting.”[18] („Caporale, der führende Violoncellist dieser Zeit [1745] gehörte zum Orchester, … Pasqualino und der ältere Cervetto, die damaligen Konkurrenten Caporales, hatten ungemein mehr Geschicklichkeit und Fingerfertigkeit, als auch Kenntnis der Musik im Allgemeinen; aber deren Klang war sowohl rau, grob als auch uninteressant.“)

## Werke
Von seinen Kompositionen sind nur wenige erhalten, darunter die 1746 gedruckten sechs Sonaten für Violoncello und Basso continuo und zwei weitere Einzelwerke, die in Sammelausgaben mit Werken anderer Komponisten erschienen.
- Sechs Sonaten („Solos“) für Violoncello und Basso continuo (A-Dur, B-Dur, D-Dur, d-Moll, F-Dur, G-Dur). In: XII. Solos for the Violoncello, VI. of Sigr Caporale; & VI. compos’d by Mr Galliard … Dedicated to … the Prince of Wales. J. Johnson, London 1746.
- Sonate d-Moll (Violoncello und Basso continuo). In: Six solos for two Violoncellos compos’d by Sigr Bononcini & other Eminent Authors. (Nr. 4) John Simpson, London 1736 (?), 1748.
- Minuet für Flöte. In: The Delightful Pocket Companion For the German Flute Vol. II, Bd. 4, Robert Bremner, London ca. 1745–1763.
- Solo (Concerto) oder mehrere, für Violoncello und Orchester (um 1741, verschollen)